# Already Gone (Kelly Clarkson)
Already Gone è il terzo singolo estratto dal quarto album della cantante statunitense Kelly Clarkson, All I Ever Wanted, pubblicato l'11 agosto 2009. La canzone è stata scritta da Kelly Clarkson e da Ryan Tedder, e prodotta da quest'ultimo.

## Storia e pubblicazione
Already Gone è una delle quattro canzone co-scritte da Kelly Clarkson ed il cantante leader della band OneRepublic Ryan Tedder che compaiono nel quarto album di Kelly Clarkson All I Ever Wanted. Verso la fine del 2008, Clarkson ascoltò la canzone di Beyoncé Halo, che comparve nel suo terzo album I Am... Sasha Fierce. Notò evidenti similirità tra Halo, per la quale Ryan Tedder ricevette i credits come co-scrittore e produttore, affrontandolo per aver usato lo stesso arrangiamento in due differenti canzoni, affermando che la gente avrebbe pensato che la Clarkson stessa l'avesse copiata da Beyoncè. Poiché All I Ever Wanted era già in fase di stampa, era ormai troppo tardi per rimuovere Already Gone dalla tracklist dell'album.
"Ryan ed io ci incontrammo alla casa discografica, prima che lui stesse lavorando con chiunque altro... Abbiamo scritto circa sei canzoni insieme, quattro o cinque incluse nell'album. Era tutto perfetto e grandioso. Non ho mai sentito parlare di una canzone di nome Halo. L'album di Beyoncè fu pubblicato quando il mio era ormai stato prodotto e pronto per esser mandato nei negozi. Nessuno a casa starebbe a pensare "Diamine, Ryan Tedder ha dato a Beyoncè ed a Kelly la stessa traccia sulla quale scriverci." No, la gente sta solamente pensando che sono una ladra. Ho chiamato Ryan e gli ho chiesto "Non capisco. Perché l'hai fatto?"
Ryan Tedder rispose alle accuse con una dichiarazione, affermando che le due canzoni sono "totalmente differenti" e le accuse erano "dolorose ed assurde".
"Already Gone è una delle migliori canzoni che abbia mai scritto o prodotto da Bleeding Love ed ha i suoi meriti tralasciando Halo.
Sono due canzoni totalmente differenti concettualmente, melodicamente e riguardo ai testi e non avrei mai raggirato un'artista come Kelly Clarkson o Beyoncè facendo registrare loro sulla stessa traccia musicale, questa supposizione è dolorosa ed assurda. Credo che quando la gente ascolti Already Gone stia ascoltando quello che sento io—una delle più brave cantanti sulla Terra che da il massimo facendo una performance da mozzare il fiato su una canzone che lei stessa ha co-scritto. Sfido le persone a sentire la canzone ed a formulare le loro opinioni."
I primi due singoli usciti dall'album All I Ever Wanted furono delle canzoni dance-pop ritmate,così la RCA Records decise di pubblicare una canzone lenta come terzo singolo e scelse "Already Gone". Kelly affermò di aver "combattuto e combattuto" con i suoi capi per cercare di non farla pubblicare come un singolo, per non mancar di rispetto a Beyoncè. Preferiva che "Cry" fosse scelta per il terzo singolo, ma ammise che "alla fine l'hanno pubblicata senza il mio consenso. È ingiusto,ma è una di quelle cose sulle quali non ho purtroppo il controllo... A questo punto la casa discografica può farci tutto quello che vuole.". Clarkson più tardi disse ad MTV che era una disgrazia che le due canzoni sembrassero così simili, ma che la sua melodia e quella di Beyoncè erano differenti.

## Successo commerciale
In America, la canzone ha debuttato nella classifica Billboard Hot 100 la settimana di pubblicazione dell'album, a causa delle alte vendite digitali, al numero 70, nella Hot Digital Songs al numero 46 e nella classifica dei singoli canadesi al numero 70. Ha riscosso un discreto successo anche in classifiche minori come la classifica dei download digitali canadesi, nella quale ha raggiunto la posizione 44, e nella classifica statunitense Hot Digital Tracks, dove ha un'altra volta debuttato al numero 44. La canzone è debuttata nella classifica australiana il 20 luglio 2009 al numero 36 (dove raggiungerà il numero 12) e al numero 29 nella classifica dei download dello stesso Paese (dove raggiungerà il numero 12). La canzone è inoltre debuttata al numero 32 della classifica dei singoli in Nuova Zelanda, fino ad arrivare al numero 23.
Nella classifica dell'8 agosto 2009, la canzone è rientrata nella classifica canadese al numero 71 ed ha raggiunto il numero 15, e in quella americana al numero 13. Ha inoltre fatto il suo debutto o rientro nelle classifiche americane Hot Videoclip Tracks, Hot Digital Songs, Pop 100 Airplay e Hot Adult Top 40 Tracks rispettivamente ai numeri 25, 68, 75 e 31.

## Classifiche
| Classifica (2009)                | Posizione massima |
| -------------------------------- | ----------------- |
| Australia                        | 12                |
| Austria                          | 36                |
| Belgio (Fiandre)                 | 15                |
| Canada                           | 15                |
| Estonia                          | 14                |
| Germania                         | 23                |
| Nuova Zelanda                    | 23                |
| Paesi Bassi                      | 78                |
| Regno Unito                      | 66                |
| Stati Uniti                      | 13                |
| Stati Uniti (adult contemporary) | 3                 |
| Stati Uniti (pop 100)            | 5                 |
| Svezia                           | 35                |
| Svizzera                         | 15                |

## Controversie
Ryan Tedder, frontman della band OneRepublic, ha lavorato con Kelly Clarkson nel suo quarto album in studio, All I Ever Wanted, per il quale hanno scritto insieme "Already Gone". Quando la canzone uscì, i critici notarono una somiglianza con "Halo" di Beyoncé. Clarkson, tuttavia, inizialmente dichiarò di non essere a sentire somiglianze tra le due canzoni. Alla fine si rese conto della loro somiglianza quando ascoltò attentamente entrambe le registrazioni; le somiglianze sono più evidenti nelle basi musicali, che in entrambi i casi presentano un piano malinconico, batteria rumorosa e i battiti delle mani. Clarkson cercò di impedire che "Already Gone" fosse inclusa in All I Ever Wanted, ma era impossibile apportare modifiche all'ultimo minuto, poiché il suo album era già in fase di stampa quando I Am... Sasha Fierce fu pubblicato. Ha accusato Tedder di usare lo stesso arrangiamento sia su "Already Gone" che su "Halo" e si è lamentata del fatto che la gente avrebbe erroneamente supposto che la stesse rubando a Beyoncé.
Clarkson era furiosa e affrontò Tedder al telefono. In risposta, Tedder ha commentato che non avrebbe mai dato a due artisti lo stesso arrangiamento musicale e che le sue critiche erano "offensive e assurde". Ha affermato che il concetto, le melodie e i testi di "Already Gone" e "Halo" sono completamente diversi. Definendo "Already Gone" una delle migliori canzoni che abbia mai composto, Tedder ha invitato le persone a "ascoltare (le due tracce) e formare le proprie opinioni". Clarkson ha anche cercato di impedire alla sua etichetta, la RCA, di pubblicare "Already Gone" come singolo perché rispettava Beyoncé, ma andarono contro la sua volontà e la pubblicarono. Ha detto: "È una di quelle cose su cui non ho alcun controllo. Ho già realizzato il mio album. A questo punto, la casa discografica può fare tutto ciò che vogliono". In seguito Clarkson disse a James Montgomery di MTV News che sfortunatamente "Already Gone" e "Halo" suonano così simili, ma aveva notato che almeno hanno melodie vocali diverse.